# DJ Manian
DJ Manian (Manuel Reuter, * 7. července 1978 Bonn) je německý DJ produkující ve stylu eurodance a člen hudební skupiny Cascada. Mnoho singlů vydal pod různými pseudonymy a je členem dalších hudebních projektů jako Tune Up!, Bulldozzer, M.Y.C., Ampire a Phalanx.

## Diskografie
- Lovesong (2007)

1. Lovesong 7:38
2. Lovesong (Radio Cut) 3:39
3. Lovesong (Dub Mix) 5:58
4. Lovesong (Yanou Remix) 8:17
5. Lovesong (Yanou Radio Cut) 3:38

- The Heat Of The Moment - EP (2007)

1. Heat of the Moment (Radio Mix) 3:16
2. Heat of the Moment (Extended Mix) 5:14
3. Heat of the Moment (Club Mix) 5:12

- Rhythm & Drums / Bounce (2006) (As DJ Manian Vs. Tune Up!)

1. Rhythm & Drums (Club Mix) 5:22
2. Rhythm & Drums (Rave Allstars Remix) 5:30
3. Rhythm & Drums (Radio Mix) 3:04
4. Rhythm & Drums (Rave Allstars Radio Edit) 3:19
5. Bounce (DJ Manian Remix) 4:59
6. Bounce (DJ Manian Radio Edit) 3:23

- The Heat Of The Moment - EP (2005)

1. Heat of the Moment (Club Mix) 5:49
2. Heat of the Moment (Pulsedriver Vs. Nacho Remix) 5:20
3. Heat of the Moment (Single Mix) 3:00
4. Heat of the Moment (Pulsedriver Vs. Nacho Edit) 3:27

- Turn the Tide (2007)

A 28 mix of this song has been released as a digital download.
1. "Turn The Tide" (Cascada radio edit)
2. "Turn The Tide" (radio mix)
3. "Turn The Tide" (club radio edit)
4. "Turn The Tide" (Bulldozzer radio edit)
5. "Turn The Tide" (2-4 Grooves radio edit)
6. "Turn The Tide" (Mondo radio edit)
7. "Turn The Tide" (Italobrothers NewVoc radio edit)
8. "Turn The Tide" (Basslovers United radio edit)
9. "Turn The Tide" (Tune Up! radio edit)
10. "Turn The Tide" (Bootleg radio edit)
11. "Turn The Tide" (Manox radio edit)
12. "Turn The Tide" (Enatic radio edit)
13. "Turn The Tide" (Jump radio mix)
14. "Turn The Tide" (Cascada remix)
15. "Turn The Tide" (original mix)
16. "Turn The Tide" (club mix)
17. "Turn The Tide" (Bulldozzer remix)
18. "Turn The Tide" (2-4 Grooves remix)
19. "Turn The Tide" (Mondo remix)
20. "Turn The Tide" (Italobrothers Newvoc remix)
21. "Turn The Tide" (Basslovers United remix)
22. "Turn The Tide" (Tune Up! remix)
23. "Turn The Tide" (Booleg mix)
24. "Turn The Tide" (Manox mix)
25. "Turn The Tide" (Enatic mix)
26. "Turn The Tide" (Jump mix)
27. "Turn The Tide" (Bastian van Shield radio edit)
28. "Turn The Tide" (Bastian van Shield remix)

- Heaven (2007)

1. "Heaven" (Cascada Radio Edit)
2. "Heaven" (Cascada Mix)
3. "Heaven" (Kareema Radio Edit)
4. "Heaven" (Kareema Remix)
5. "Heaven" (The Hitmen Radio Edit)
6. "Heaven" (The Hitmen Remix))
7. "Heaven" (Discotronic Radio Edit)
8. "Heaven" (Discotronic Remix)
9. "Heaven" (Italobrothers New Voc Radio Cut)
10. "Heaven" (Italobrothers New Voc Remix)
11. "Heaven" (2-4 Grooves Radio Edit)
12. "Heaven" (2-4 Grooves Remix)
13. "Heaven" (Nacho Radio Edit)
14. "Heaven" (Nacho Remix)
15. "Heaven" (Ozi Radio Edit)
16. "Heaven" (Ozi Remix)
17. "Heaven" (Ballad Version)
18. "Heaven" (Bootleg Mix)
19. "Heaven" (Alex K Remix)

- Hold Me Tonight (2008)

1. "Hold Me Tonight" (Radio Mix)
2. "Hold Me Tonight" (Original Mix)
3. "Hold Me Tonight" (Club Radio Edit)
4. "Hold Me Tonight" (Club Short Radio Mix)
5. "Hold Me Tonight" (Club Mix)
6. "Hold Me Tonight" (Jump 'n' Run Remix)
7. "Hold Me Tonight" (90s Radio Mix)
8. "Hold Me Tonight" (90s Original Mix)
9. "Hold Me Tonight" (Basslovers United Remix)
10. "Hold Me Tonight" (DJ Gollum Radio Mix)
11. "Hold Me Tonight" (DJ Gollum Remix)
12. "Hold Me Tonight" (Rob Mayth Radio Mix)
13. "Hold Me Tonight" (Rob Mayth Remix)
14. "Hold Me Tonight" (The Viron Ltd Remix)
15. "Hold Me Tonight" (Manox Remix)
16. "Hold Me Tonight" (2 Playa'z Remix)
17. "Hold Me Tonight" (Empyre One Remix)
18. "Hold Me Tonight" (Bootleg Radio Mix)
19. "Hold Me Tonight" (Bootleg Mix)

- Turn The Tide 2k8 (2008)

1. "Turn The Tide 2k8" (R.I.O Radio Mix)
2. "Turn The Tide 2k8" (R.I.O Remix)
3. "Turn The Tide 2k8" (Dave Darrell Radio Edit)
4. "Turn The Tide 2k8" (Dave Darrell Remix)
5. "Turn The Tide 2k8" (Dave Ramone Radio Edit)
6. "Turn The Tide 2k8" (Dave Ramone Remix)

- Welcome to the Club (2009)

1. "Welcome to the Club" (Video Mix)
2. "Welcome to the Club" (Original Mix)
3. "Welcome to the Club" (Bootleg Radio Edit)
4. "Welcome to the Club" (Bootleg Mix)
5. "Welcome to the Club" (Discotronic Radio Edit)
6. "Welcome to the Club" (Discotronic Remix)
7. "Welcome to the Club" (DJ Gollum Radio Edit)
8. "Welcome to the Club" (DJ Gollum Remix)
9. "Welcome to the Club" (Bassfreakers Mix)
10. "Welcome to the Club" (HoMpoX Remix)
11. "Welcome to the Club" (Hypasonic Remix)
12. "Welcome to the Club" (DJ Drop in&out Mix)
13. "Welcome to the Club" (Caramba Traxx Short Remix)
14. "Welcome to the Club" (Caramba Traxx Extended Remix)

- Ravers Fantasy (2009)

1. "Ravers Fantasy" - Radio Mix
2. "Ravers Fantasy" - basslovers united radio edit
3. "Ravers Fantasy" - basslovers united remix
4. "Ravers Fantasy" - dan winter bootleg radio cut
5. "Ravers Fantasy" - dan winter bootleg cut
6. "Ravers Fantasy" - kc caine radio edit
7. "Ravers Fantasy" - kc caine remix
8. "Ravers Fantasy" - manox radio edit
9. "Ravers Fantasy" - manox remix
10. "Ravers Fantasy" - megastylez radio edit
11. "Ravers Fantasy" - megastylez remix

- Ravers in the UK (30.10.2009)

1. "Ravers in the UK" - Radio Mix
2. "Ravers in the UK" - Extended Mix
3. "Ravers in the UK" - Dj Gollum Remix
4. "Ravers in the UK" - Westend DJs Remix
5. "Ravers in the UK" - a.m.m